# Serge Parsani
Serge Parsani, également appelé Sergio Parsani (né le 28 août 1952 à Gorcy, dans le département de Meurthe-et-Moselle, en Lorraine) est un ancien coureur cycliste italien des années 1970 et 1980, devenu après sa carrière directeur sportif d'équipe cycliste.

## Biographie
Serge Parsani naît en 1952 de parents bergamasques venus s'installer à Gorcy (Meurthe-et-Moselle) en France. 
Il est coureur professionnel de 1974 à 1983. Il est notamment vainqueur d'étape du Tour de France 1979. Échappé avec Gerrie Knetemann, il est battu par lui à l'arrivée à Dijon. Knetemann est cependant pénalisé de 10 secondes pour s'être appuyé sur un véhicule. La victoire échoit à Serge Parsani,. Il est également vainqueur d'étape du Tour d'Italie 1981. Il est ensuite devenu directeur sportif et exerçait ses fonctions au sein de l'équipe Katusha en 2009.

## Palmarès

### Palmarès amateur
- 1971
  - 3e du Trofeo Comune di Piadena
- 1972
  - Giro delle Due Province
  - Giro del Piave
  - 2e de la Semaine bergamasque
  - 3e du Trophée Taschini
  - 3e de Milan-Rapallo
  - 3e du Trophée Raffaele Marcoli
- 1973
  - Coppa Cicogna
  - Trofeo Banca Popolare di Vicenza
  - Giro delle Due Province
  - 5e étape de la Semaine bergamasque
  - Coppa Mobilio Ponsacco (contre-la-montre)
  - 2e du Trophée Amedeo Guizzi

### Palmarès professionnel
- 1975
  - Tour des Marches
  - 3e des Trois vallées varésines
- 1977
  - 3e du Trophée Baracchi (avec Osvaldo Bettoni)
- 1978
  - 3e du Grand Prix de Saint-Raphaël
- 1979
  - 20e étape du Tour de France
  - 3e du Trophée Matteotti
- 1980
  - Cagliari-Sassari
  - 1rea étape de Paris-Nice (contre-la-montre par équipes)
  - 2e du Tour du Nord-Ouest de la Suisse
- 1981
  - 9e étape du Tour d'Italie
- 1983
  - 1re étape du Tour d'Italie (contre-la-montre par équipes)

## Résultats sur les grands tours

### Tour de France
3 participations
- 1975 : 76e
- 1977 : hors délais (17e étape)
- 1979 : 66e, vainqueur de la 20e étape

### Tour d'Italie
9 participations
- 1974 : hors délais (14e étape)
- 1976 : non-partant (19e étape)
- 1977 : 68e
- 1978 : 73e
- 1979 : 53e
- 1980 : 27e
- 1981 : 31e, vainqueur de la 9e étape
- 1982 : 49e
- 1983 : 107e, vainqueur de la 1re étape (contre-la-montre par équipes)